# Michelangelo Albertazzi
Michelangelo Albertazzi (* 7. Januar 1991 in Bologna, Italien) ist ein ehemaliger italienischer Fußballspieler. Er spielte auf der Position des Verteidigers und stand zuletzt bei US Livorno unter Vertrag.

## Karriere

### Verein
Albertazzi begann das Fußballspielen 2005 in seiner Geburtsstadt in der Jugend des FC Bologna. Bis 2008 besuchte er die Jugendakademie des FC, wechselte danach jedoch zur Jugend der AC Mailand. In dieser befand er sich noch bis 2012.
Ab 2011 besaß Albertazzi einen Vertrag bei der AC Milan. Nach zwei kurzen Leihe zum FC Getafe und der AS Varese 1910 wechselte er 2012 zu Hellas Verona, wo er seitdem unter Vertrag steht. Mit Hellas stieg er 2013 aus der Serie B auf. Sein erstes Serie-A-Spiel absolvierte Albertazzi am 24. August 2013 im ersten Saisonspiel gegen seinen Ex-Klub Milan.
Nachdem er die Saison 2014/15 beim AC Mailand verbracht hatte, kehrte Albertazzi zur Saison 2015/16 zu Hellas Verona zurück.

### Nationalmannschaft
Von 2006 bis 2011 lief Albertazzi in mehreren Partien für die U-16-, U-17-, U-19- sowie der U-20-Auswahl Italiens auf.

## Erfolge
- Aufstieg in die Serie A: 2012/13